# Большой Париж
Большой Париж (фр. Métropole du Grand Paris) — метрополия, административная единица во Франции, включающая в себя город Париж и ближайшие пригороды, 130 коммун, примыкающих к его границам.
Метрополия Большой Париж была образована 1 января 2016 года. Она представляет собой городскую агломерацию площадью 814 км² и населением более 7 миллионов человек.